# Walter Tralau
Walter Tralau (* 10. Oktober 1904 in Bad Segeberg; † 30. Dezember 1975 in Köln) war ein deutscher Architekt und Baubeamter. Als Student des Bauhauses in Dessau war er persönlicher Schüler von Walter Gropius. Er ist der Vater der Künstlerin und Galeristin Marianne Tralau.

## Leben
Walter Tralau wurde in Segeberg in Holstein am 1904 als zweiter Sohn des Eisenbahn-Assistenten Friedrich Tralau geboren. Sein Vater verstarb sehr früh im Jahre 1906. Tralau wollte Maler und Architekt werden, musste aber aus finanziellen Gründen erst Zimmerer erlernen. Neben der Lehrzeit besuchte er die Technischen Staatslehranstalten Hamburg bis zum Jahre 1925. Die Abschlussprüfung bestand er mit Auszeichnung. Nebenbei war er als Techniker in einem Baugeschäft tätig, um zusätzliche Mittel für das Studium zu erhalten.
Er arbeitete ein Jahr als Architekt bei der Heimstätte Schleswig-Holstein. Anschließend begann er sein Studium beim Bauhaus in Dessau. Bereits im ersten Semester wurde er von dem Leiter des Bauhauses, Walter Gropius, in dessen Privat-Atelier übernommen, wo er bis zum Jahre 1929 verblieb. Nebenbei besuchte er weiterhin die Vorlesungen am Bauhaus. Bis 1930 war er Bürochef bei dem Architekten Otto Haesler in Celle. Dort bearbeitete er größere Siedlungsvorhaben in Celle, Kassel und Leipzig. Er schied aus der Architekturbüro aus, um sich selbständig zu machen – ohne den gewünschten Erfolg. 1929 heiratete Tralau Elly Krahn, sie hatten drei gemeinsame Kinder.
In den Jahren von 1930 bis 1934 war Walter Tralau als Architekt bei der Oberpostdirektion Hamburg tätig, organisierte unter der Leitung von Walter Gropius die Abteilung Kupferhausbau der Kupfer- und Messingwerke Hirsch und war anschließend Mitarbeiter bei Hans Schwippert in Aachen.
Im Frühjahr 1934 übernahm Tralau die Entwurfsabteilung der Bauabteilung der Ernst Heinkel Flugzeugwerke in Rostock-Marienehe. Als Vertreter des Chefarchitekten, Herbert Rimpl, entstanden zahlreiche Gebäude und Werksteile. Anschließend erhielt er den Auftrag zur Errichtung von zwei Großsiedlungen für die Heinkel-Werke in Berlin und Oranienburg (Weiße Stadt) sowie die Siedlung Leegebruch.
Tralau war als Jugendlicher auf dem rechten Auge erblindet und somit vom Kriegsdienst freigestellt.
Zusammen mit Herbert Rimpl (inzwischen als Zweigstellenleiter und Prokurist) wurden Wohnungsbauten für die Reichswerke Hermann Göring in Watenstedt-Salzgitter gebaut. Etwa 12.000 Wohnungen mit Schulen, Verkaufshäusern, Läden, Apotheken und anderen Gebäuden.
Nach Beendigung des Krieges und wegen Einstellen der Bauvorhaben im Salzgittergebiet übernahm Walter Tralau 1946 auf Empfehlung von Hans Schwippert die Leitung des Hochbauamtes der Stadt Köln. Bis zu seiner Pensionierung leitete er verschiedene Bauämter in Köln. Am 30. Dezember 1975 starb Walter Tralau in Köln, nur vier Jahre nach seiner Ehefrau Elly.

## Bauten und Entwürfe (Auswahl)
- 1933: Wettbewerbsentwurf einer Kongress-, Sport- und Ausstellungshalle in Hamburg (prämiert mit einem 2. Preis)
- 1949: Wettbewerbsentwurf für Wohnungsgrundrisse für das Land Nordrhein-Westfalen (1. Preis und Ankauf)
- 1950: Wettbewerbsentwurf für Wohnungsgrundrisse für das Griechenmarktviertel in Köln (1. Preis)